# Vito d'Asio
Vito d'Asio es una localidad y comune italiana de la provincia de Pordenone, región de Friuli-Venecia Julia, con 863 habitantes.

## Evolución demográfica
| Gráfica de evolución demográfica de Vito d'Asio entre 1861 y 2001 |
|                                                                   |
| Fuente ISTAT - elaboración gráfica de Wikipedia                   |